# Philibert Jean-Baptiste Curial

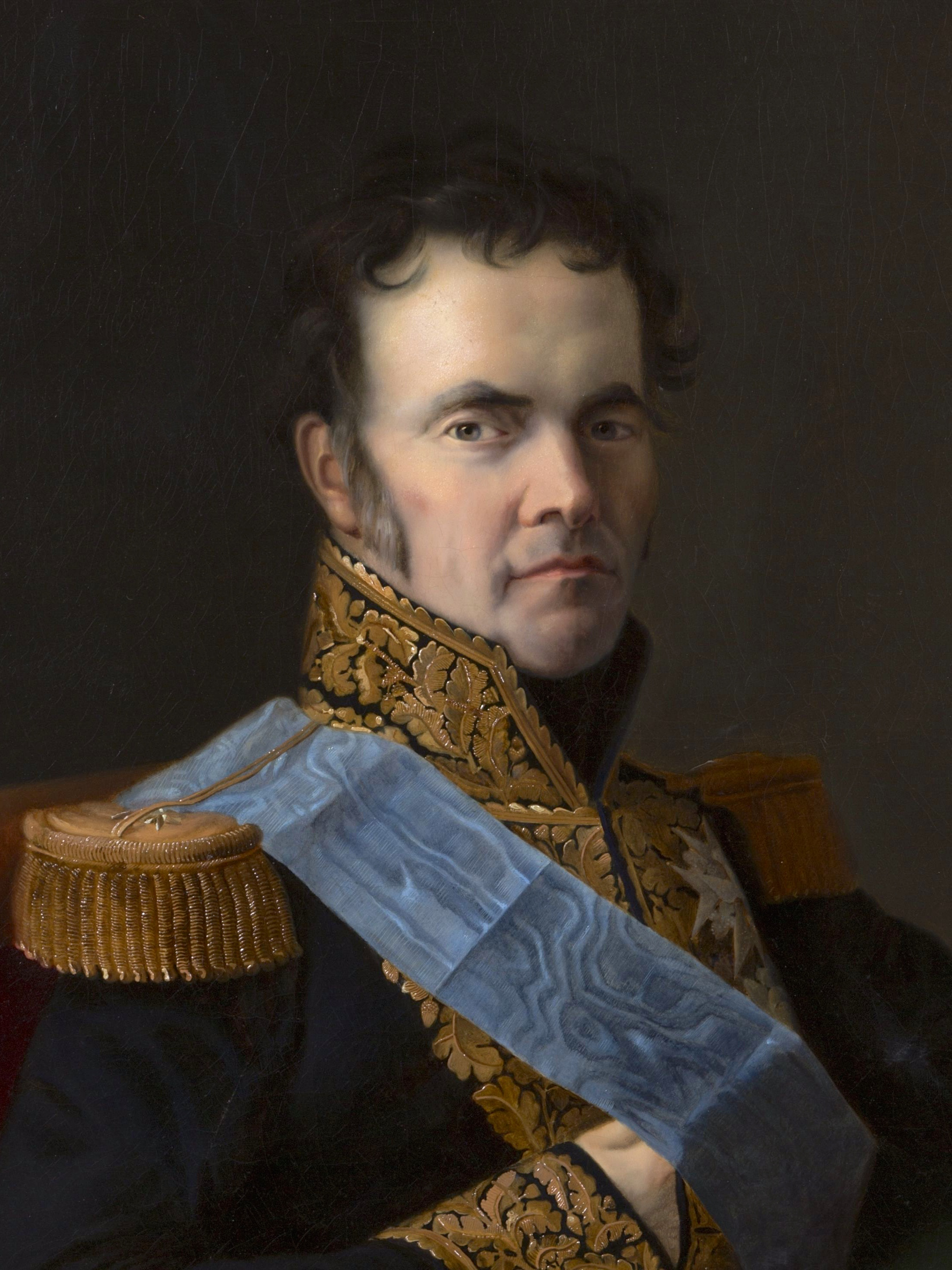
Philibert Jean-Baptiste Curial

Philibert Jean-Baptiste Curial (* 21. April 1774 in Saint-Pierre-d’Albigny; † 30. Mai 1829 in Paris) war ein französischer Général de division der Infanterie.

## Leben
Curial war ein Sohn des Juristen François Joseph Curial (1740–1801) und dessen Ehefrau Marie Domenget. Begeistert von den Idealen der Revolution schloss sich Curial mit achtzehn Jahren der Armee an. Unter General Jean-François Carteaux kämpfte er in den Revolutionskriegen und konnte sich bald schon durch Tapferkeit auszeichnen.
Als Napoleon 1798 seinen Feldzug nach Ägypten startete meldete sich Curial als Freiwilliger. In Ägypten konnte er sich wiederum auszeichnen und wurde bereits 1799 zum Chef de bataillon befördert.
Curial führte ein eigenes Kommando bei Austerlitz (2. Dezember 1805) und wechselte anschließend in gleicher Funktion zur Garde impériale. Er kämpfte bei Jena (14. Oktober 1806), Preußisch Eylau (7./9. Februar 1807) und Friedland (14. Juni 1807).
Am 14. März 1808 heiratete Curial in Paris Clémentine-Marie, eine Tochter des Staatsrats Jacques Claude de Beugnot, und hatte mit ihr drei Kinder: Napoléon Joseph (1809–1861), Marie Clémentine (1812–1889) und Adolphe Philibert (1814–1873).
An den Kämpfen bei Aspern (21./22. Mai 1809) und Wagram (5./6. Juli 1809) nahm er ebenso teil, wie 1812 am desaströsen Russlandfeldzug.
Es folgten weitere Beförderungen nach seinem Einsatz vor Vauchamps (14. Februar 1814) und Craonne (7. März 1814).
Philibert Jean-Baptiste Curial starb am 30. Mai 1829 im Alter von 57 Jahren in Paris und fand dort auch seine letzte Ruhestätte.

## Ehrungen
- 11. Dezember 1803 Chevalier der Ehrenlegion
- 14. Juni 1804 Officier der Ehrenlegion
- 25. Dezember 1805 Kommandeur der Ehrenlegion
- 19. März 1808 Baron de l’Émpire
- 1813 Großkreuz des Ordre de la Réunion
- 22. März 1814 Comte de l’Émpire
- 2. Juni 1814 Chevalier de Ordre royal et militaire de Saint-Louis
- 14. Juli 1814 Grand Officier der Ehrenlegion
- 14. Februar 1815 Großkreuz der Ehrenlegion
- 2. August 1823 Kommandeur des Ordre royal et militaire de Saint-Louis
- 3. Juli 1827 Ordre du Saint-Ésprit
- Das Carré Curial, ein Kulturzentrum in Chambéry trägt seinen Namen
- Die Rue Curial im 19. Arrondissement von Paris trägt seinen Namen
- Sein Name findet sich am östlichen Pfeiler (17. Spalte) des Triumphbogens am Place Charles-de-Gaulle (Paris).